# Heinrich Adolph Schrader
Heinrich Adolph Schrader (1767 – 1836) è stato un botanico tedesco.
| Schrad. è l'abbreviazione standard utilizzata per le piante descritte da Heinrich Adolph Schrader. Consulta l'elenco delle piante assegnate a questo autore dall'IPNI. |